# Baldichieri d'Asti
Baldichieri d'Asti est une commune italienne de la province d'Asti, dans la région Piémont.
Sa dénomination française est Budicher (Académie Royale de France).

## Administration
| Période                                  | Période | Identité             | Étiquette    | Qualité |
| ---------------------------------------- | ------- | -------------------- | ------------ | ------- |
| 2004                                     | 2009    | Giovanni Primo Forno | Lista civica | Maire   |
| 2009                                     | 2014    | Gianluca Forno       | Lista civica | Maire   |
| 2014                                     |         | Gianluca Forno       | Lista civica | Maire   |
| Les données manquantes sont à compléter. |         |                      |              |         |

### Communes limitrophes
Asti, Castellero, Monale, Tigliole, Villafranca d'Asti